# Lisa Buckwitz
Lisa-Marie Buckwitz (* 2. Dezember 1994 in Berlin) ist eine deutsche Bobsportlerin. Sie wurde 2018 Olympiasiegerin.

## Karriere
Buckwitz legte 2014 am Schul- und Leistungssportzentrum in Berlin ihr Abitur ab. Sie studiert Sportmanagement an der ESAB Fachhochschule für Sport und Management Potsdam.
Buckwitz begann 2013 mit dem Bobsport, nachdem sie zuvor als Siebenkämpferin aktiv gewesen war und für den SV Preußen Berlin auch an deutschen Jugendmeisterschaften teilgenommen hatte. Buckwitz ist Sportsoldatin und startet für den SC Potsdam. Seit 2014 gehört sie der deutschen Bob-Nationalmannschaft an.

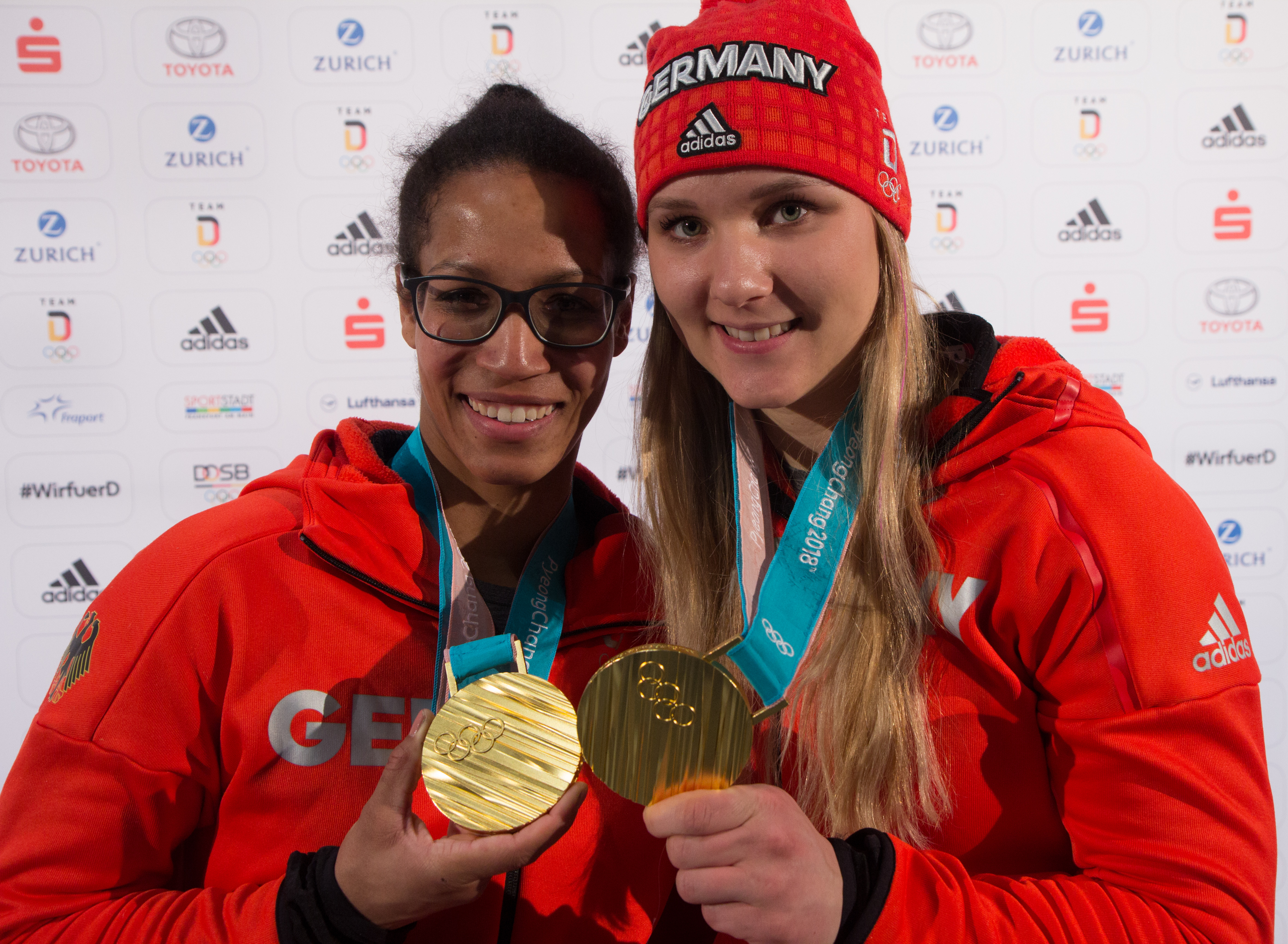
Buckwitz mit Mariama Jamanka

2015 gewann Lisa Buckwitz als Anschieberin von Cathleen Martini ein Weltcup-Rennen in Königssee. Sie wurde im gleichen Jahr mit Miriam Wagner und 2016 mit Stephanie Schneider Junioren-Weltmeisterin. Bei der Weltmeisterschaft 2017 gewann Lisa Buckwitz im Teamwettbewerb Silber. Anfang 2018 wurde Buckwitz von Bundestrainer René Spies der Pilotin Mariama Jamanka zugeteilt, deren bisherige Anschieberin Annika Drazek im Gegenzug Schneider zugeordnet wurde. Mit Jamanka belegte sie bei der Europameisterschaft 2018 den zweiten Platz. Bei den Olympischen Winterspielen 2018 wurde Buckwitz als Anschieberin von Mariama Jamanka überraschend Olympiasiegerin vor der Amerikanerin Elana Meyers Taylor. Der eigentlich stärker eingeschätzte deutsche Bob mit Stephanie Schneider und Annika Drazek landete auf dem vierten Platz. Für den Gewinn der Goldmedaille bei den Olympischen Winterspielen 2018 wurde Buckwitz am 7. Juni 2018 mit dem Silbernen Lorbeerblatt ausgezeichnet.
Nach den Olympischen Spielen 2018 begann Buckwitz eine Ausbildung zur Bob-Pilotin. Im Dezember 2019 debütierte sie als Pilotin mit Anschieberin Theresa Leitz in Winterberg im Europacup und wurde Achte. In Igls wurde sie einen Monat später bei den Junioren-Europameisterschaften ebenso wie im Februar in Winterberg bei den Junioren-Weltmeisterschaften mit Anschieberin Anabel Galander jeweils Sechste. Anfang Januar 2021 fuhr Buckwitz mit Cynthia Kwofie in Altenberg auf das Podium im Europacup und musste sich nur noch Stephanie Schneider geschlagen geben. Eine Woche später gewann das Duo Buckwitz/Kwofie in Igls ihr erstes Rennen. Eine weitere Woche später gewannen die beiden bei der Junioren-WM in St. Moritz hinter Laura Nolte und Deborah Levi die Silbermedaille. Ende Januar 2021 debütierte Buckwitz in Igls im Bob-Weltcup. Zunächst wurde sie in der Monobob-Weltserie Zehnte, danach mit Kwofie Siebte im Zweierbob. Es folgten weitere Einsätze in der Monobob-Serie: fünfte Ränge am Königssee und in der nächsten Saison in Lillehammer sowie eine erste Podiumsplatzierung als Dritte in Lillehammer. In ihrer ersten kompletten Saison gewann sie auch die Gesamtwertung des Europacups. In Lillehammer gewann Buckwitz im November 2021 mit Marijana Herrmann ihr nächstes Europacup-Rennen, danach ein weiteres und ein Rennen der Monobob-Weltserie in Altenberg. Anfang Dezember bestritt sie in Winterberg ihre zunächst letzten Rennen als Pilotin mit mehreren Podiumsplatzierungen.
In Vorbereitung auf die Olympischen Winterspiele 2022 in Peking wurde Buckwitz wieder als Anschieberin in den Nationalkader zurückgeholt. Mit der Pilotin Kim Kalicki gewann sie schon das erste Rennen in Altenberg wie auch das letzte vorolympische, die Europameisterschaften 2022 in St. Moritz und wurde erstmals Europameisterin.

## Erfolge

### Weltcupsiege
| Nr. | Datum         | Ort            | Bahn                                |
| --- | ------------- | -------------- | ----------------------------------- |
| 1.  | 11. Feb. 2023 | Innsbruck-Igls | Olympia Eiskanal Igls               |
| 2.  | 15. Dez. 2023 | Innsbruck-Igls | Olympia Eiskanal Igls               |
| 3.  | 16. Dez. 2023 | Innsbruck-Igls | Olympia Eiskanal Igls               |
| 4.  | 13. Jan. 2024 | St. Moritz     | Olympia Bob Run St. Moritz–Celerina |
| 5.  | 3. Feb. 2024  | Sigulda        | Rennrodel- und Bobbahn Sigulda      |
| 6.  | 14. Dez. 2024 | Sigulda        | Rennrodel- und Bobbahn Sigulda      |
| 7.  | 4. Jan. 2025  | Winterberg     | Veltins-Eisarena                    |
| 8.  | 18. Jan. 2025 | Innsbruck-Igls | Olympia Eiskanal Igls               |

## Privates
Buckwitz zeigte sich in der März-Ausgabe 2022 (Olympia-Ausgabe) des deutschen Playboy wie auch die österreichische Skeleton-Pilotin Janine Flock mit einer Akt-Fotostrecke.
Sie lebt in Schöneiche bei Berlin.